# Prins Hendrik Ende Desespereert Nimmer Combinatie Zwolle 2015-2016
Questa voce raccoglie le informazioni riguardanti il  Prins Hendrik Ende Desespereert Nimmer Combinatie Zwolle  nelle competizioni ufficiali della stagione 2015-2016.

## Rosa
| N. |                        | Ruolo | Calciatore          |
| -- | ---------------------- | ----- | ------------------- |
| 1  | Paesi Bassi (bandiera) | P     | Mickey van der Hart |
| 2  | Paesi Bassi (bandiera) | D     | Bram van Polen      |
| 3  | Australia (bandiera)   | D     | Trent Sainsbury     |
| 5  | Paesi Bassi (bandiera) | D     | Bart van Hintum     |
| 6  | Paesi Bassi (bandiera) | C     | Mustafa Saymak      |
| 7  | Paesi Bassi (bandiera) | C     | Sheraldo Becker     |
| 8  | Paesi Bassi (bandiera) | C     | Ouasim Bouy         |
| 9  | Paesi Bassi (bandiera) | A     | Lars Veldwijk       |
| 10 | Paesi Bassi (bandiera) | C     | Stef Nijland        |
| 11 | Paesi Bassi (bandiera) | C     | Queensy Menig       |
| 14 | Paesi Bassi (bandiera) | C     | Wout Brama          |
| 15 | Turchia (bandiera)     | A     | Samet Bulut         |

| N. |                          | Ruolo | Calciatore              |
| -- | ------------------------ | ----- | ----------------------- |
| 16 | Belgio (bandiera)        | P     | Kevin Begois            |
| 18 | Paesi Bassi (bandiera)   | C     | Wouter Marinus          |
| 19 | Paesi Bassi (bandiera)   | C     | Rick Dekker             |
| 20 | Paesi Bassi (bandiera)   | C     | Kingsley Ehizibue       |
| 21 | Paesi Bassi (bandiera)   | C     | Abdel Malek El Hasnaoui |
| 22 | Paesi Bassi (bandiera)   | D     | Bart Schenkeveld        |
| 23 | Paesi Bassi (bandiera)   | C     | Youness Mokhtar         |
| 25 | Paesi Bassi (bandiera)   | P     | Boy de Jong             |
| 28 | Finlandia (bandiera)     | D     | Thomas Lam              |
| 30 | Nuova Zelanda (bandiera) | C     | Ryan Thomas             |
| 33 | Grecia (bandiera)        | A     | Thanasīs Karagkounīs    |